# Самоїди
Самоїди:
1. Назва сибірського народу, який розмовляє мовою з уральської групи. Їх чисельність становить близько 40 тисяч. До них належать ненці, нґанасани, енці, селькупи.
2. Об'єднавча назва етносів, що проживають на території Росії та говорять (або говорили) на мовах самоїдської групи та утворюють разом з мовами фіно-угорської групи уральську мовну сім'ю.

## Етнонім
Назва походить від слова Sameednam, що означає «земля саамів».
Спочатку самоїдами називали лише ненців — найбільший самоїдський народ, — але згодом ця назва стала використовуватися як збірна назва всіх народів самодійської групи.
Зараз в Росії самоїдів називають самодійцями. Ця назва була штучно утворена від російської діалектної форми «самодин» (однина) та «самоді» (множина), що використовувалася в російській мові нґанасанів та енців як самоназва цих груп. У 30-х роках XX століття повсюдно замінювали старі російські назви народів Росії на нові, утворені від їх самоназви.
Назва «самодійські народи» або «самодійці» була запропонована в 1938 році радянським лінгвістом Георгієм Миколайовичем Прокоф'євим замість старої, як вважалося, образливої назви. У радянській науковій літературі назву самодійці була загальноприйнятною і остаточно утвердилася в російській мові, у той час як в інших європейських мовах вживаються назви типу нім. Samojeden (самоїди).